# LexiTV
LexiTV war eine Fernsehsendung des Mitteldeutschen Rundfunks (MDR). Die Sendung wurde Montag bis Freitag von 15:00 bis 16:00 Uhr im MDR Fernsehen ausgestrahlt. Als Wissensmagazin widmete es sich jeweils einem speziellen Thema. Das Magazin wurde im Juni 2018 eingestellt.

## Format
Das Magazin hat kompaktes Wissen zu den Themenbereichen Mensch, Natur, Technik, Gesellschaft, Kultur und Wissenschaft aufbereitet. Viele der Themen waren zudem direkt in Thüringen, Sachsen-Anhalt und Sachsen verwurzelt oder hatten regionale Bezüge. Dabei hatte die Sendung den Anspruch, im Sinne des öffentlich-rechtlichen Bildungsauftrages, Orientierung geben und gesichertes Wissen zeitnah, medienübergreifend, spannend und modern zu vermitteln. Das Magazin wurde fünf Mal in der Woche – von Montag bis Freitag – zwischen 15:00 und 16:00 Uhr im MDR Fernsehen ausgestrahlt. Am jeweils nächsten Morgen, gegen 6:15 Uhr, wurde die Sendung des Vortages wiederholt.
Die redaktionelle Verantwortung lag bei der MDR-Fernsehredaktion Bildung und Wissenschaft im Programmbereich Kultur und Wissenschaft.

## Moderation
Seit der ersten Ausstrahlung moderierte Victoria Herrmann die Sendung. Außerdem war sie, zusammen mit Andreas Neugeboren, bis 2023 in der Sendereihe „Unterwegs in Sachsen-Anhalt“ im MDR Fernsehen zu sehen.

## Produktion
Die Sendung wurde im virtuellen Studio des MDR Landesfunkhauses Erfurt aufgezeichnet. Victoria Herrmann präsentierte die Inhalte der Sendung ohne Studio-Kulisse im üblichen Sinn. Fotos oder Grafiken wurden als virtuelle Elemente vom Computer in die Sendung „eingebaut“, in den Vorder- oder Hintergrund gesetzt und an ferngesteuerte Kamerafahrten angepasst. Die Anpassung von Studio, Postproduktion und Redaktionsabläufe an bandlose Arbeitsprozesse ermöglichten es, die Themen der Sendung auch medienübergreifend aufzubereiten.